# Billie King
Billie King was een Belgische vrouwelijke popband rond zangeres Tine Reymer die alle muziek en teksten schreef. Reymer overwoog eerst de naam Billie Jean, maar die naam riep te veel associaties op met Michael Jackson.
Het album There You Go, My Love is opgedragen aan Lucas, de in 2003 op 23-jarige leeftijd bij een ongeluk overleden broer van Tine Reymer. Het album werd volledig geschreven door Reymer, die pas nadien een band bij elkaar zocht om de nummers te kunnen vertolken. Het album werd opgenomen met de hulp van Tom Pintens (tevens producer), bassiste Chantal Willie (Zap Mama) en drumster Isolde Lasoen. Nele De Gussem en Sara Gilis vervoegden de band pas nadat het album reeds was opgenomen.
Hoewel Reymer in 2011 de hoop uitdrukte nog een tweede album uit te brengen met Billie King, heeft de band tot op heden maar één album uitgebracht, onder meer omdat Reymer voltijds moederschapsverlof nam., en vooral omdat ze bij haar volgende album bewust koos voor de naam Reymer, een naamkeuze die ze nog niet durfde maken toen het Billie King-album werd opgenomen omdat ze zich toen comfortabeler voelde zich te verschuilen achter een band.
Billie King speelde onder meer op het Kneistival, Boomtown Festival, Eurosonic Noorderslag en in de Ancienne Belgique.

## Discografie
- 2006 There You Go, My Love